# Pessi ja Illusia
Pessi ja Illusia é um filme de drama finlandês de 1984 dirigido e escrito por Heikki Partanen e Yrjö Kokko. Foi selecionado como representante da Finlândia à edição do Oscar 1985, organizada pela Academia de Artes e Ciências Cinematográficas.

## Elenco
- Eija Ahvo - Hiiriäiti
- Riitta-Anneli Forss - Viihdytystaiteilija
- Raimo Grönberg - Isä
- Minka-Maija Halko - Ristilukin tyttö
- Sami Kangas - Pessi
- Rauno Ketonen - Isä Illusioni